# Myrmarachne nitidissima
Myrmarachne nitidissima este o specie de păianjeni din genul Myrmarachne, familia Salticidae. A fost descrisă pentru prima dată de Thorell, 1877. Conform Catalogue of Life specia Myrmarachne nitidissima nu are subspecii cunoscute.